# Småföretagsinvest
Småföretagsinvest, med dotterbolaget Fylkinvest, är ett investeringsbolag. Företaget ägs av ett konsortium (51%) bestående av ett 30-tal privata investerare, Volvo Aero och Saab Bofors, samt Industrifonden (49%).